# Spomenik Viktorja Emanuela II.
Narodni spomenik Victorja Emanuela II. v Rimu, (italijansko Monumento Nazionale a Vittorio Emanuele II) ali (Mole del Vittoriano), na kratko Il Vittoriano, je imenovan tudi Altare della Patria (Oltar domovine).
Gre za narodni spomenik, zgrajen v čast Viktorja Emanuela II., prvega kralja združene Italije. Spomenik zavzema območje med Beneškim trgom (Piazza Venezia) in Kapitolskim gričem. Trenutno ga upravlja Polo Museale del Lazio in je v lasti Ministrstva za kulturno dediščino in dejavnosti.
Z arhitekturnega vidika je bil zasnovan kot sodoben forum, agora na treh ravneh, povezanih s stopnišči in obvladovanih s portikom, za katerega je značilna kolonada. Kompleksni proces narodne enotnosti in osvoboditve tuje prevlade, ki ga je izvedel kralj Viktor Emanuel II. Savojski, ki mu je spomenik posvečen, ima veliko simbolno in reprezentativno vrednost, saj je arhitekturno in umetniško osredotočen na združitev Italije - zato Vittoriano velja za enega od nacionalnih simbolov Italije.
Predstavlja tudi Oltar domovine (ital. Altare della Patria), najprej oltar boginje Roma, nato tudi svetišče italijanskega neznanega vojaka, s čimer je prevzel funkcijo laičnega templja, posvečenega Italiji. Zaradi velike reprezentativne vrednosti se celotni Vittoriano pogosto imenuje Altare della Patria, čeprav je ta le del spomenika. Stoji v središču starega Rima in je s sodobnim mestom povezan z ulicami, ki so speljane od Beneškega trga.

## Opis
Njegova zasnova je neoklasicistična interpretacija rimskega foruma. Ima stopnišča, korintske stebre, fontane, konjeniški kip kralja Viktorja Emanuela II. in dva kipa boginje Viktorije na kvadrigah. Na vrhu je veličastni portik, za katerega sta značilna dolga kolonada in dve impozantni propileji, ena posvečena "enotnosti domovine", druga pa "svobodi državljanov", koncepta, ki sta metaforično povezana s podobo Viktorja Emanuela II.
V središču je Muzej združitve Italije , leta 2007 pa je bilo strukturi dodano dvigalo, ki je obiskovalcem omogočilo dostop do strehe za 360-stopinjski pogled na Rim. Na to teraso, ki je najvišja pri spomeniku, je mogoče priti tudi po 196 stopnicah, ki se začnejo od portika.
Konstrukcija je široka 135 m, globoka 130 m in visoka 70 m. Če sta vključeni tudi kvadrigi in Krilati Viktoriji, višina doseže 81 m. Spomenik ima skupno površino 17.550 m² in zaradi opaznega razvoja notranjih prostorov tlorisno površino 717.000 m².
Eden izmed arhitekturno prevladujočih elementov Vittoriana so zunanja stopnišča, ki jih v kompleksu sestavlja 243 stopnic in terasa na vrhu spomenika, ki je vstavljena med dve stranski propileji. Vhodno stopnišče je široko 41 m in dolgo 34 m, ploščad, na kateri je Oltar domovine, je široka 66 m. Najnižji prostori spomenika so 17 m  pod nivojem ulice. Kolonado sestavljajo stebri, visoki 15 m, dolžina terase pa je 72 m.
Alegorije spomenika večinoma predstavljajo vrline in občutke, ki so zelo pogosto upodobljene kot personifikacije, tudi po kanonih neoklasicističnega sloga, ki animirajo Italijane med združitvijo Italije ali od revolucij 1820 do zavzema Rima (1870) ), s katerim je bila dosežena narodna enotnost. Zaradi zapletenega procesa združevanja, ki ga je Viktor Emmanuel II. izvedel v drugi polovici 19. stoletja, so mu Italijani dali epitet Oče domovine (italijansko Padre della Patria). Edino nealegorično delo je konjeniški kip Viktorja Emanuela II., ki je arhitekturno središče Vittoriane.
Spomenik se kot celota pojavlja kot nekakšna marmorna obloga na severnem pobočju Kapitolskega griča: zato so ga imeli za kraj, kjer se je mogoče nemoteno domoljubno sprehajati (pot v resnici nima arhitekturnega konca, glede na to, da sta vhoda v najvišji del dva, za vsakega po ene propileje) med prisotnimi deli, ki imajo skoraj vsa alegorični pomen, povezana z zgodovino Italije. Prisotni so različni rastlinski simboli, med katerimi je palma, ki spominja na "zmago", hrast ("moč"), lovor ("zmagoviti mir"), mirta ("žrtev") in oljka ("sloga").
S slogovnega vidika sta bili arhitektura in umetniška dela, ki polepšajo Vittoriano, zasnovani z namenom ustvarjanja »nacionalnega sloga«, ki bi se ponovil na drugih področjih. Zasnovan je bil za sporočanje cesarskega sijaja starega Rima. Za uresničitev Vittoriane je Giuseppe Sacconi predvsem navdihnil neoklasicistično arhitekturo - prerojenega dediča klasične grške in rimske arhitekture, na kateri so bili cepljeni italski elementi in dodani eklektični vplivi.
Vittoriano velja za nacionalni simbol Italije in vsako leto gosti pomembna državna praznovanja. Največja letna praznovanja so Dan osvoboditve (25. april), Dan republike (2. junij) in Dan oboroženih sil (4. november). Med temi praznovanji se predsednik Italije in najvišji vladni uradniki s polaganjem lovorjevega venca poklonijo italijanskemu neznanemu vojaku in tistim, ki so umrli pri opravljanju dolžnosti.

## Zgodovina
Po smrti Viktorja Emmanuela II. Savojskega 9. januarja 1878 je bilo veliko pobud namenjenih postavitvi stalnega spomenika, ki bi slavil prvega kralja združene Italije, ustvarjalca procesa združevanja in osvoboditve od tuje prevlade, ki ga nakazuje zgodovinopisje kot "očeta domovine", kot tudi zaradi političnega dela predsednika Sveta ministrov Kraljevine Sardinije Camilla Bensa, grofa Cavourja in vojaškega prispevka Giuseppeja Garibaldija. Cilj je bil torej spomniti se celotne italijanske združitvene sezone (Risorgimento) prek enega izmed protagonistov.
V ta namen je italijanska vlada odobrila gradnjo monumentalnega kompleksa na severni strani rimskega Kapitolskega griča. Spomenik bi slavil zapuščino prvega kralja združene Italije in postal simbol nacionalnega domoljubja. Projekt je leta 1885 v eklektičnem slogu uresničil Giuseppe Sacconi.
Sacconija so navdihnili helenistični templji, kot sta Pergamonski oltar in svetišče Fortuna Primigenia v Palestrini. Vittoriano je bil zasnovan kot obsežen in sodoben forum, odprt za državljane, ki stoji na nekakšnem povišanem trgu v zgodovinskem središču Rima, organiziran kot agora na treh ravneh, povezanih s stopnjami, z vidnimi prostori, rezerviranimi za sprehajanje obiskovalcev.
Za postavitev Vittoriana je bilo treba v zadnjih mesecih 1884 in 1899 nadaljevati s številnimi razlastitvami in obsežnim rušenjem stavb, ki so bile na gradbenem območju.  Izbrano mesto je bilo v osrčju zgodovinskega središča Rima in so ga zato zasedale starodavne stavbe, urejene v skladu z urbanističnim načrtovanjem iz srednjega veka.  To se je zdelo nujno, ker bi moral biti Vittoriano zgrajen v osrčju zgodovinskega središča Rima, v sodobnem urbanem kontekstu, pred novim velikim trgom (bodočim Beneškim trgom), ki je bil takrat le ozek odprt prostor.
Splošni cilj je bil tudi, da bi Rim postal sodobna evropska prestolnica, ki bi konkurirala Berlinu, Dunaju, Londonu in Parizu in premagala večstoletno pontifikacijsko načrtovanje mest. V tem kontekstu bi bil Vittoriano enakovreden Brandenburškim vratom v Berlinu, Londonskemu Admiralitetnemu slavoloku in pariški palači Garnier; vse te zgradbe združuje monumentalni in klasični vidik, ki metaforično sporoča ponos in moč naroda, ki jih je postavil.
Postal bi eden od simbolov nove Italije in se pridružil spomenikom starega Rima in spomenikom papeževega Rima. Potem ko je bil Vittoriano zasnovan kot velik javni trg, je poleg tega, da predstavlja spomenik, posvečen Viktorju Emmanuelu II., dobil še eno vlogo - sodoben forum, posvečen novi svobodni in združeni Italiji.
Uveljavljeni italijanski kiparji, kot so Leonardo Bistolfi, Manfredo Manfredi, Giulio Monteverde, Francesco Jerace, Augusto Rivalta, Lodovico Pogliaghi, Pietro Canonica, Ettore Ximenes, Adolfo Apolloni, Mario Rutelli in Angelo Zanelli, so svoje skulpture izdelovali po vsej državi. Delno dokončan spomenik je bil odprt 4. junija 1911 ob svetovnem sejmu v Torinu in 50. obletnici združitve Italije. Gradnja se je nadaljevala v prvi polovici 20. stoletja; leta 1921 je bilo telo italijanskega neznanega vojaka postavljeno v kripto pod kipom boginje Rome, leta 1935 pa je bil spomenik v celoti dokončan sredi otvoritve Museo Centrale del Risorgimento Italiano.
Odločitev o vključitvi oltarja, posvečenega domovini, v Vittoriano, je sprejel Giuseppe Sacconi šele med gradnjo spomenika. Takoj sta bila izbrana kraj in prevladujoči predmet, velik kip boginje Rome, ki bi ga postavili na prvo teraso po vhodu v spomenik, tik pod konjeniškim kipom Viktorja Emanuela II. Tako so oltar domovine, vsaj na začetku in pred pokopom telesa neznanega vojaka, imeli za kapelo božanstva. Na ta način so slavili veličino in veličanstvo Rima, izvoljenega v vlogo zakonitega glavnega mesta Italije. Znotraj Vittoriana so številna umetniška dela, ki spominjajo na zgodovino starega Rima.
Po prvi svetovni vojni je bil Vittoriano izbran za grob neznanega vojaka dejansko italijanskega vojaka, ki je umrl med prvo svetovno vojno, katerega identiteta je ostala neznana zaradi hudih poškodb. Grob simbolno predstavlja vse padle italijanske vojake.  Razlog za njegovo močno simboliko je v metaforičnem prehodu iz figure vojaka v podobo ljudi in nazadnje v podobo naroda. Ta prehod med vse širšimi in splošnimi koncepti je posledica nerazločnih lastnosti neidentifikacije vojaka.
Vittoriano ima tako široko simbolno vrednost laičnega templja, metaforično posvečenega svobodni in združeni Italiji, po zaslugi pokopa neznanega vojaka (žrtvovanje za domovino in za povezane ideale).
Z vzponom fašizma leta 1922 je Vittoriano postal prizorišče vojaških parad avtoritarnega režima Benita Mussolinija. Po drugi svetovni vojni so z ustanovitvijo Italijanske republike leta 1946 spomeniku odvzeli vse fašistične simbole in je ponovno prevzel prvotno funkcijo posvetnega templja, posvečenega italijanskemu narodu in njegovemu ljudstvu. V drugi polovici 20. stoletja je njegov pomen kot simbol nacionalne identitete začel upadati, ko ga je javno mnenje začelo dojemati kot okorno relikvijo, ki predstavlja narod, ki ga nadomešča njegova lastna zgodovina. Na prelomu v 21. stoletje se je tedanji italijanski predsednik Carlo Azeglio Ciampi zavzel za prevrednotenje nacionalnih simbolov Italije, vključno z Vittorianom.

## Grob neznanega vojaka
Spomenik vsebuje grob italijanskega neznanega vojaka z večnim plamenom, zgrajen pod kipom boginje Rome po prvi svetovni vojni po zamisli generala Giulia Douheta. Telo neznanega vojaka je 28. oktobra 1921 med 11 neznanimi ostanki izbrala Maria Bergamas, ženska iz Gradisca d'Isonzo (slovensko Gradišče ob Soči), katere edini otrok je bil ubit med prvo svetovno vojno. Trupla njenega sina niso nikoli našli. Izbrani neznanec je bil iz Ogleja, kjer je potekala slovesnost, prenesen v Rim in pokopan na državnem pogrebu 4. novembra 1921.
Njegov grob je simbolično svetišče, ki predstavlja vse padle in pogrešane v vojni.  Stransko stran groba neznanega vojaka, ki gleda navzven pri oltarju domovine, vedno varuje častna straža in dva plamena, ki večno gorita v žarah. Stražar je opremljen z vojaškimi simboli različnih delov italijanskih oboroženih sil, ki se izmenjujejo vsakih deset let.
Alegorični pomen nenehno gorečih plamenov je povezan z njihovo simboliko, ki je stara več stoletij, saj izvira iz klasične antike, zlasti iz kulta mrtvih. Ogenj, ki večno gori, simbolizira spomin, v tem primeru na žrtvovanje neznanega vojaka, ki ga je gnala domoljubna ljubezen, in njegov večni spomin na Italijane, tudi v tistih, ki so daleč od svoje države. Dva večna ognja ob grobu neznanega vojaka sta postavljena na plošči z besedilom »Italijani v tujini v domovini« v spomin na donacije italijanskih izseljencev med koncem 19. stoletja in začetkom 20. stoletja za gradnjo Vittoriana.

## Imena, po katerih je Vittoriano znan
Nacionalni spomenik Viktorja Emanuela II. je označen še z dvema drugima imenoma: (Mole del) Vittoriano in Altare della Patria, ki sta danes najpogosteje uporabljeni imeni za spomenik.
Od leta 1921, ko je bil neznani vojak pokopan pod kipom boginje Rome v delu Vittoriana, ki se imenuje Altare della Patria, je izraz začel označevati ne le kraj pokopa vojaka ali poosebljenje vseh padlih in izgubljenih v vojni, ampak celotno strukturo zaradi močnega ljudskega občutka do simbolnega neznanega vojaka.
Pogovorno je spomenik znan tudi kot Poročna torta.

## Tloris Vittoriano
| 1. Vittoriano vhod z umetniškimi vrati, Manfredo Manfredi; 2. Kiparska skupina Misel, Giulio Monteverde; 3. Kiparska skupina Akcija, Francesco Jerace; 4. Fontana Jadransko morje, Emilio Quadrelli; 5. Kiparska skupina Sila, Augusto Rivalta; 6. Kiparska skupina Sloga, Lodovico Pogliaghi; 7. Fontana Tirensko morje, Pietro Canonica; 8. Kiparska skupina Žrtvovanje, Leonardo Bistolfi; 9. Kiparska skupina Pravica Ettore Ximenes; 10. Kip na strani kiparske skupine Krilati lev, Giuseppe Tonnini; 11. Vhodno stopnišče; 12. Krilata Viktorija na ladijskem ovnu, Edoardo Rubino; 13. Krilata Viktorija na ladijskem ovnu, Edoardo De Albertis; 14. Grob neznanega vojaka; 15. Kip boginje Rome, Angelo Zanelli; 16. Kipi štirinajstih italijanskih plemiških mest, Eugenio Maccagnani; 17. Konjeniški kip Viktorja Emanuela II, Enrico Chiaradia; 18. Krilata Viktorija na triumfalnem stebru, Nicola Cantalamessa Papotti; 19. Krilata Viktorija na triumfalnem stebru, Adolfo Apolloni; 20. Propileje s kolonado na vrhu katere je prisotna Kvadriga enotnosti, Carlo Fontana; 21. Krilata Viktorija na triumfalnem stebru, Mario Rutelli; 22. Krilata Viktorija na triumfalnem stebru, Cesare Zocchi; 23. Propileje s kolonado na vrhu katere je prisotna Kvadriga svobode, Paolo Bartolini; 24. Portik s kolonado, katerega zgornji venec je okrašen s kipi, ki predstavljajo italijanske dežele. Pred stilobatom, proti konjeniškemu kipu Victorja Emmanuela II., je terasa mest. | Shematski prikaz Vittoriano |

## Arhitekturna in umetniška dela

### Fontane dveh morij
Ob zunanjem dnu Vittoriana, ob straneh vhoda na Beneškem trgu, sta vodnjaka dveh morij, posvečena Jadranskemu in Tirenskemu morju. Oba sta vstavljena v cvetlično osnovo in imata hidravlični sistem, ki reciklira vodo in se tako izogne odpadkom. Zgodovinsko gledano je bila v kleti spomenika aktivna, nato opuščena cisterna za 500.000 litrov. Oba vodnjaka torej predstavljata dve veliki italijanski morji, zato je Vittoriano v tej perspektivi asimiliran z italijanskim polotokom. Tako je celotna država predstavljena, tudi geografsko.

### Zunanje stopnišče in terase
Zunanja stopnišča Vittoriana se prilagajajo vzpenjajočim se stranicam severnega pobočja Kapitolskega griča in vodijo, od vhoda na Beneškem trgu, do terase Oltarja domovine, nato do terase odkupljenih mest (ena tik pod kolonado portika) in na koncu do teras dveh propilej, obdanih s portikom, ki sestavljata dva vhoda. 
Na vhodu je impozantno stopnišče, ki vodi na teraso Oltarja domovine in italijanskega neznanega vojaka, ki predstavljata prvo dvignjeno ploščad Vittoriana, pa tudi njegovo simbolno središče. Pot po stopnišču se nadaljuje celo izven groba neznanega vojaka in simbolično predstavlja neprekinjeno povorko Italijanov, ki nadaljuje svojo pot do najvišje točke stavbe - portika in propilej.
Umetniška vrata dostopa do Vittoriana, ki je delo Manfreda Manfredija, imajo posebnost, da so "skrita", to je, da lahko zaradi mehanizma zdrsnejo navpično pod zemljo. Sistem, ki omogoča spuščanje ograje, prvotno hidravličen, je v času gradnje veljal za enega tehnološko najbolj naprednih na svetu. Vhodna vrata imajo dolžino 40 m  in težo 10.500 ton.
Na obeh straneh vhodnega stopnišča je vrsta skulptur, ki spremljajo obiskovalca proti Oltarju domovine. Prvi skulpturi, ki se ju sreča, sta dve kiparski skupini iz pozlačenega brona, s temami, ki jih navdihuje misel Giuseppeja Mazzinija, Misel in Akcija (levo in desno od stopnišča za tiste, ki prihajajo z Beneškega trga), sledita dve kiparski skupini (tudi v tem primeru po ena na vsaki strani), ki prikazujeta krilata leva in nazadnje na vrhu stopnišča pred začetkom terase Oltarja domovine dve krilati Viktoriji.
Misel in Akcija sta bili bistveni v procesu združevanja Italije, saj sta nujni za spremembo poteka zgodovine in preoblikovanje družbe. Celotna oblika obeh kiparskih skupin spominja na bistvene značilnosti obeh konceptov: Akcija ima trikotni in kotni profil, Misel pa krožno obliko.
Dva Krilata leva predstavljata pobudo domoljubov, ki se odločijo pridružiti italijanski združitvi, motivirani z gorečnostjo in močjo, ki obvladujeta tudi njihovo nagonsko plat - v nasprotnem primeru bi domoljubi zdrsnili v zamegljevanje svojih sposobnosti, če bi nagon pustili popolnoma svoboden. Krilati Viktoriji poleg spominjanja na vojaške in kulturne uspehe rimske dobe alegorično simbolizirata srečo narodne enotnosti.
Na koncu vhodnega stopnišča, takoj za kipi krilatih Viktorij, se odpre terasa Oltarja domovine, prve dvignjene ploščadi Vittoriana, kjer v središču prevladuje kip boginje Rome in svetišče neznanega vojaka. Na terasi Oltarja domovine so tudi marmorne kiparske skupine iz Botticina, ki simbolizirajo moralne vrednote Italijanov ali idealna načela, zaradi katerih je narod čvrst. Štiri skupine so visoke 6 m in so desno in levo od vhoda na teraso Oltarja domovine (po dve na vsaki strani), bočno do kipov Misel in Akcija in korespondenca vodnjakov dveh morij, vzdolž parapetov, ki gledajo na Beneški trg. Koncepti, ki jih izražajo te štiri kiparske skupine so oprijemljiva emanacija Misli in Akcije. 
Na straneh oltarja domovine se stopnišče nadaljuje, razdeljeno na dve simetrični rampi, vzporedni s grobom neznanega vojaka. Obe dosežeta pronaos, kjer se odpre dvoje velikih vrat (po eno na vsaki strani, obe postavljeni simetrično in bočno do neznanega vojaka in vsaka v skladu z eno od dveh propilej), ki vodita v notranje prostore Vittoriane. Nad vsakimi vrati sta dva kipa; na levih vratih sta Politika in Filozofija, na desnih pa dva kipa, ki prikazujeta Vojno in Revolucijo.
Z dveh polic, kjer se odpirajo vrata za dostop do notranjih prostorov, se začneta še dve stopnišči, ki se zbližata neposredno za Oltarjem domovine proti dnu konjeniškega kipa Viktorja Emanuela II. druga velika dvignjena ploščad po višini Vittoriana. Za njim stopnišče nadaljuje vzpon v smeri portika in doseže majhno polico, s katere dve stopnišči začneta bočno voditi do vhoda v propilej. Preden pridemo do vhodov v propileje, se vsako od dveh stopnišč prekine in ustvari majhno vmesno polico, ki omogoča dostop do terase odkupljenih mest - tretje velike in zadnje dvignjene ploščadi Vittoriana - neposredno za konjeniškim kipom Viktorja Emmanuela II. in tik pod kolonado portika.
Odkupljena mesta so tista, ki so združena z Italijo po Rapalski pogodbi (1920) in rimski pogodbi (1924), mirovnih sporazumih ob koncu prve svetovne vojne. Te občine so Trst, Trento, Gorica, Pola (Pulj), Fiume (Reka, Hrvaška) in Zara (Zadar). Po Pariških pogodbah leta 1947 so se Pulj, Reka in Zadar prenesli v Jugoslavijo, po razpadu slednje pa na Hrvaško. Po spopadu je bila Gorica razdeljena na dva dela - en del je ostal v Italiji, drugi, ki se je preimenoval v Nova Gorica, pa je prešel najprej v Jugoslavijo, nato pa v Slovenijo. Vsako odkupljeno mesto predstavlja oltar ob zadnji steni, ki nosi ustrezen občinski grb. Šest oltarjev je bilo med 1929 in 1930 postavljenih na teraso.
V središču vrste oltarjev odkupljenih mest, vklesanih na stilobatu, je monumentalni napis, izklesan ob slovesnosti neznanega vojaka (4. november 1921), ki vsebuje besedilo Bollettino della Vittoria, uradni dokument, napisan po premirju v vili Giusti, s katerim je general Armando Diaz, vrhovni poveljnik kraljeve vojske, 4. novembra 1918 naznanil predajo Avstro-Ogrske in zmago Italije v prvi svetovni vojni.
Na dnu besedila sta dva druga oltarja, podobna tistim odkupljenih mest, ki pa imata namesto občinskega grba občin čelado - na teh dveh oltarjih je napis Et Facere Fortia na levi strani in Et Pati Fortia na desni strani. Odsevata latinsko besedno zvezo et facere et pati fortia Romanum est (To je predmet Rimljana, da opravlja in trpi mogočne stvari), ki ga je napisal Livij v Zgodovini Rima (Ab Urbe Condita Libri), knjiga 11; v delu stavek Scaevola izgovori proti Larsu Porseni.

### Oltar domovine
Oltar domovine je najbolj znan del Vittoriana in je tisti, s katerim se pogosto identificira. Je na vrhu vhodnega stopnišča, oblikoval pa ga je breški kipar Angelo Zanelli, ki je zmagal na natečaju, ki je bil posebej izveden leta 1906. Oblikovan je s strani groba neznanega italijanskega vojaka, ki gleda proti zunanjosti stavbe (druga stran, ki gleda v notranjost Vittoriana je v kripti), iz saceluma kipa boginje Rome (ki je točno nad grobom neznanega vojaka) in dva navpična marmorna [[relief (umetnost)|reliefa]g, ki se spuščata z robov edikule.
Kip boginje Rome je do 19. stoletja prekinil navado, ki je bila v modi, po kateri je bila predstavitev te teme z izključno bojevitimi lastnostmi. Angelo Zanelli se je v svojem delu odločil, da bo dodatno opisal kip, tako da se sklicuje tudi na Ateno, grško boginjo modrosti in umetnosti ter vojne. Veliki kip boginje izhaja iz zlatega ozadja. Prisotnost boginje Rome v Vittorianu poudarja nedopustno voljo domoljubov združitve Italije, da bi bil Rim glavno mesto Italije, kar je po običajnem občutku bistven koncept iz zgodovine polotoka in otokov italijanske kulture.
Splošno pojmovanje reliefov, ki so bočno od kipa boginje Rome, en levo, drug desno, spominja na Vergilijevi zbirki pesmi Bukolika in Georgika, ki dopolnjujejo triptih Oltarja domovine s kipom rimskega božanstva.
Alegorični pomen reliefov, ki jih navdihujejo Vergilijeva dela, je povezan z željo po konceptualni upodobitvi italijanske duše. V Georgikih je sklicevanje na Eneido dejansko prisotno in v obeh delih se spominja delavnosti v delu Italijanov.
Relief na levi strani Oltarja domovine predstavlja zmagoslavje dela, desni pa zmagoslavje domoljubne ljubezni, kjer se oba scensko približata kipu boginje Rome.

### Konjeniški kip Viktorja Emanuela II.
Za Oltarjem domovine je konjeniški kip Viktorja Emanuela II., delo Enrica Chiaradie in arhitekturno središče Vittoriana. Na marmorni podlagi kipa so vklesane personifikacije plemenitih italijanskih mest. Kip je bronast, visok 12 m, dolg 10 m in tehta 50 ton. Celotna kiparska skupina z marmorno podlago je visoka 24,80 m.
Konjeniški kip Viktorja Emanuela II. je edini nesimbollični prikaz Vittoriane, glede na to, da je upodobitev istoimenskega monarha. V klasični antiki so bili konjeniški kipi namenjeni povzdigovanju upodobljenega subjekta, katerega vojaške vrline so bile poudarjene. Poleg tega so z jahanjem in nadzorom konja sporočali sposobnost lika, da obvladuje prvotne nagone - na ta način je bil subjekt prepoznan tudi kot državljanska vrlina.
Tudi postavitev kipa v arhitekturnem središču Vittoriana pred steno portika ni naključna - v klasični antiki so konjeniški kipi pogosto stali pred kolonadami, javnimi trgi, templjih ali ob zmagoslavnih ulicah; na mestih zato temeljnega pomena za njihovo osrednjo vlogo. Nazadnje je prisotnost baze, na kateri so izklesane personifikacije plemenitih mest, povezana z isto arhaično tradicijo.

### Kipi plemiških mest
Na podlagi konjeniškega kipa Viktorja Emanuela II. so kiparske upodobitve 14 italijanskih plemiških mest ali bolje rečeno prestolnic italijanskih držav, ustanovljenih pred Savojsko monarhijo.
To niso kipi najpomembnejših mest v Italiji, ampak tistih, ki so bili nekoč prestolnice starodavnih italijanskih monarhij pred združitvijo, ki so vse predhodne in se zato zgodovinsko približujejo Savojski monarhiji-zato veljajo za " matere plemenite združitve Italije.
14 kiparskih upodobitev plemenitih mest je namenoma postavljenih v podnožje konjeniškega kipa, ki metaforično simbolizira naravo zgodovinskih temeljev Italije. V širšem smislu predstavljajo tudi koncept, da enotnost domovine kot celote temelji na podlagi, ki jo sestavljajo občine. Za razliko od tistih, ki so namenjene deželam Italije, so kipi, ki prikazujejo 14 mest, delo istega kiparja Eugenia Maccagnanija. 

### Portik in propileje
Še višje po stopnicah onkraj konjeniškega kipa, je najbolj impozanten in vpadljiv arhitektonski element-velik portik s stebri v korintskem slogu, rahlo ukrivljen, je vstavljen med dve tempeljski propileji, imenovani sommoportico zaradi povišanega položaja. Propileji štrlita navzven glede na portik, sta na njegovih stranskih koncih in sestavljata vhode.
Portik je dolg 72 m in je centralno podprt s 16-timi 15 m visokimi stebri, ki jih nadgrajujejo korintski kapiteli, okrašeni z obrazom Italia turrita v sredini in listi akanta. Venec nad kolonado je okrašen s kipi, ki predstavljajo 16 alegoričnih personifikacij italijanskih dežel, kjer vsak kip ustreza stebru. Giuseppeja Sacconija je navdihnil tempelj Kastorja in Poluksa v Rimskem forumu blizu Vittoriana. 
Vsaka propileja ima bronast kip, ki prikazuje kvadrigo, od katerih vsaka nosi Krilato Viktorijo. Tako se znova predlaga arhitekturna in izrazna sinergija slavolokov-alegorični pomen kvadrige je že od antičnih časov pravzaprav uspeh. Ta koncept je podkrepljen s prisotnostjo Krilatih Viktorij, glasnic, ki so jih z neba spustila božanstva, ki zmagovalca vojaške bitke obkrožajo kot svojega favorita.
Dve kvadrigi, kot izrecno izjavljajo latinski napisi, postavljeni na pedimente spodnjih propilej, simbolizirata svobodo državljanov (Civium Libertati, desno) in enotnost domovine (Patriae Unitati, levo), obe osnova, ki poročajo o celotnem spomeniku in so pripisane suverenu Viktorju Emmanuelu II. Implicitno sporočilo je, da je Italija, ki je spet ena sama politična skupina in se je osamosvojila, za seboj pustila slavo Rima in pompe papeškega dvora, pripravljena širiti novo italijansko renesanso, izraženo na moralnih vrlinah, ki jih alegorično predstavlja Vittoriano.
Koncepta »svoboda državljanov« in »enotnost domovine« povzemata tudi temeljne teme, ki so zaznamovale začetek in konec prispevka Viktorja Emmanuela II. k združitvi Italije. Ko je stopil na prestol, je objavil razglas v Moncalieriju (20. november 1849), ki je potrdil preživetje liberalnega režima tudi v represivnem obdobju po valu revolucij leta 1848. Njegovo politično delo se je končalo z zajetjem Rima (20. september 1870), ki je postal glavno mesto, čeprav združevanja Trentinsko - Zgornje Poadižje in Julijska krajina (priključeni šele leta 1919 po prvi svetovni vojni) še vedno ni bilo. Kvadrige, ki so bile že načrtovane v prvotnem projektu, so bile zgrajene in postavljene leta 1927. Znotraj pedimentov obeh propilej so kiparske skupine, ki imajo isto temo kot ustrezne kvadrige zgoraj.
Do notranjih prostorov portika in propilej se dostopa po dveh zmagoslavnih vhodnih stopnicah, ki so pri vsaki od propilej. Dve vhodni stopnišči sta na majhni polici, do katere se pride po kratkem stopnišču, ki se pridruži terasi odkupljenih mest. Na dnu vhodnega stopnišča propilej so trije kipi Krilatih Viktorij na zmagoslavnih stebrih, izdelani leta 1911 - dva sta na vhodu v desno propilejo, dva pa na vhod v levo propilejo.
Vsak vhod vodi v veliko štirikotno preddverje, v dialogu z zunanjostjo zaradi kolonade, iz teh pa se vstopi v notranje prostore portika. Te sobe so okrašene z mozaiki, pomembnimi deli cvetlične Svobode in slikovno simboliko, ki pokrivajo lunete in dve kupoli propilej. Tudi mozaiki imajo za predmet metaforično predstavitev vrlin in občutkov, ki so bili zelo pogosto predstavljeni kot alegorične personifikacije, ki so animirale Italijane med združitvijo Italije. Notranjost portika je okrašena z alegorijami znanosti, vrata, ki povezujejo propileje in portik, pa okrasijo upodobitve o umetnosti.
Dekoracijo stropa leve propileje so zaupali Giuliu Bargelliniju; v teh mozaikih je sprejel inovativne tehnične pripomočke, na primer uporabo materialov različnih vrst in ploščic različnih velikosti in nagnjenih tako, da ustvari preučene odseve svetlobe in kjer se črte mozaičnih predstav nadaljujejo proti tistim iz spodnjih stebrov. Bargellinijevi mozaiki vzdolž najvišjega dela stene figurativno predstavljajo Vero, Silo, Delo in Modrost.  Dekoracijo stropa desne propileje so zaupali Antoniju Rizziju. Rizzi se je vzdolž najvišjega dela navpičnih sten posvetil Zakonu, Vrednoti, Miru, Uniji in Poeziji.
Notranja vrata, ki vodijo od obeh propilej do portika, so okrašena z alegoričnimi skulpturami, ki predstavljajo Arhitekturo in Glasbo, ki ju najdemo v preddverju na levi in sta delo Antonia Garelle ter Slikarstvo in Kiparstvo, ki sta v preddverju na desni in jih je izdelal Lio Gangeri. Notranjost portika ima polihromna marmorna tla  in kasetiran strop - zadnjega je zasnoval Gaetano Koch, se imenuje Strop znanosti.
Strop je ime dobil po bronastih skulpturah Giuseppeja Tonninija, nameščenih v portiku, skupaj znanim kot Alegorija znanosti. Vse so sestavljene iz ženskih personifikacij:  Geometrija, Kemija, Fizika, Mineralogija, Mehanika, Astronomija in Geografija. Navpična stena nasproti stebrov je na vrhu okrašena z mozaiki na pozlačenih ozadjih, po letu 1925. Druge skulpture, ki so prisotne v portiku, so relief trofeja orožja - ogromen sklop ščitov, kirasov, helebard, sulic, zastav, puščic in tulcev - prikazana s krono Italije, skupaj z orlom s križarskim ščitom in ovratnikom Oznanjenja (emblemi Savojske hiše).

### Kipi dežel
Stopnišče, ki vodi na teraso odkupljenih mest, je najboljša točka za opazovanje kipov italijanskih dežel, saj slednje najdemo na vencu portika, vsak v skladu s stebrom. Prisotnost metaforično upodobljenih kipov italijanskih dežel je navdihnjena z alegoričnimi personifikacijami Rimskih provinc, ki so jih v času cesarstva pogosto postavljali na spomenike. Število kipov na vrhu portika je 16, glede na to, da je bilo v času priprave gradbenega projekta identificiranih 16 italijanskih dežel. Vsak kip je visok 5 m in je bil zaupan drugemu kiparju, ki je bil skoraj vedno doma iz dežele, za katero je izklesal podobo. Venec je okrašen s frizi, sestavljenimi iz orlov in levjih glav.

### Notranja kripta neznanega vojaka
Kripta italijanskega neznanega vojaka je pod konjeniškim kipom Viktorja Emmanuela II. Je torej pri Oltarju domovine, s katerega se namesto tega vidi stran groba, ki gleda proti zunanji strani stavbe.
Kripta neznanega vojaka je delo arhitekta Armanda Brasinija. To je soba v obliki grškega križa s kupolastim obokom, do katerega se dostopa po dveh stopnicah. Kratek predor se začne od kripte in doseže nišo kapele neznanega vojaka. Niša je vstavljena v arkosolium (obokano nišo), ki ga navdihuje slog starokrščanskih stavb, zlasti katakomb. Strop kripte namesto tega spominja na rimsko arhitekturo, izmenično križne in banjaste oboke. Za prostor, zgrajen iz opeke, je značilna prisotnost okroglih lokov in niš. Obstaja tudi majhen oltar za verske obrede.
Stene kripte krasi mozaik v bizantinskem slogu, avtorja Giulia Bargellinija. Križanje Jezusa je nad grobom neznanega vojaka, kjer na stenah stojijo zavetniki italijanskih oboroženih sil: sveti Martin zavetnik pehote, sveti Jurij konjenice, sveti Boštjan lokalne policije in sveta Barbara italijanske mornarice, topništva in vojaških inženirjev. Nazadnje je v kupoli Madona iz Loreta, zavetnica italijanskih letalskih sil.
Deli kripte in groba so bili izdelani iz kamnitih materialov iz gora, ki so bile prizorišče bitk prve svetovne vojne, s tlemi iz kraškega marmorja in majhnim oltarjem iz enega samega kamnitega bloka iz Monte Grappe. 

## Muzej
Znotraj Vittoriana je nekaj muzejev, posvečenih zgodovini Italije, zlasti združitvi Italije (Risorgimento): osrednji muzej Risorgimenta (italijansko Museo Centrale del Risorgimento) s sosednjim študijskim inštitutom, Spomenik zastave Italije (italijansko Sacrario delle bandiere) in območje, ki gosti začasne razstave umetniškega, zgodovinskega, sociološkega in kulturnega značaja, imenovane ala Brasini.
Dostop do osrednjega muzeja Risorgimenta je na levi strani spomenika, na zadnji strani Santa Maria v Ara Coeli vzdolž ulice di San Pietro in Carcere. Obdobje italijanske zgodovine med koncem 18. stoletja in prvo svetovno vojno prikazuje spominke, slike, skulpture, dokumente (pisma, dnevniki in rokopisi), risbe, gravure, orožje in grafike.
Na vhodnem stopnišču osrednjega muzeja Risorgimenta so vidne gravure, povezane z nekaterimi pomembnimi epizodami rojstva gibanja Risorgimento, od semena, ki ga je vrgla francoska revolucija do napoleonskih vojn, da bi bolje uokvirjali in se spomnili nacionalne zgodovine, vključene med reforme starih italijanskih držav in konec prve svetovne vojne. Druge marmorne gravure na stenah prikazujejo nekaj delov besedil, ki so jih izrekle ugledne osebnosti, kar bolje priča in opisuje ta del italijanske zgodovine.
Osrednji muzej Risorgimenta vključuje tudi svetišče zastav, muzej, v katerem so vojne zastave razpuščenih vojaških enot in razgrajenih ladij italijanske vojske, italijanskih letalskih sil, mornarice, karabinjerjev, Polizia di Stato, kazenske policije in Guardia di Financa se zbira in začasno skladišči. V primeru preoblikovanja enote enota pridobi zastavio. Dostop do svetišča je vzdolž ulice Via dei Fori Imperiali, kjer hranijo tudi spominke, ki se nanašajo predvsem na vojne v Risorgimentu, v katerih so sodelovale italijanske oborožene sile.
Ala Brasini, rezervirana za začasne razstave, je posvečena Armandu Brasiniju, glavnemu promotorju osrednjega muzeja. Krilo ima tri razstavne prostore: velika razstavna dvorana s površino 700 m², na splošno gosti umetniške razstave in tiste, ki potrebujejo več prostora, osrednja dvorana 400 m² in jubilejna dvorana v velikosti 150 m².